# Gara Pietroșița
Gara Pietroșița este o stație feroviară din comuna Pietroșița, situată pe linia CFR 904 Titu–Târgoviște–Pietroșița. Gara a fost inaugurată odată cu secțiunea Pucioasa–Pietroșița a liniei, pe 23 ianuarie 1912.

## Context
Între anii 1884 și 1887, unități militare de geniu ale Ministerului de Război, sub conducerea tehnică a Serviciului Lucrări Noi al Direcției Generale CFR, au construit linia Titu–Târgoviște. Cei 21 km de linie dintre Târgoviște și Pucioasa au fost executați între 1890 și 1894, de către Serviciul de studii și construcții căi ferate din cadrul Ministerului Lucrărilor Publice, sub conducerea inginerului inspector general P. Ene, ajutat de directorul Elie Radu. Acest tronson a fost inaugurat pe 27 mai 1894.
În anul 1910 a început construcția liniei Giurgiu–Videle, finalizată pe 15 iulie 1912, când a fost inaugurat ultimul tronson, Drăgănești–Videle.
În 1913 a fost lansat așa-numitul „Program din 1913” al Direcției Generale CFR, un plan ambițios care prevedea realizarea a 1242 km de linie nouă, împărțiți în trei sectoare: 305 km de „linii de pătrundere”, 768 km de „linii de descărcare și scurgere” și 169 km de „linii strategice”. La capitolul linii de descărcare era inclusă și realizarea a 46 km de cale ferată între Moroeni și Sinaia. În acest scop, chiar în anul 1913 au demarat și lucrările de construcție a tunelului Izvor între cele două localități.
Planurile vizau prelungirea liniei de la Videle către Titu, iar mai apoi, de la Pietroșița, până la Sinaia. După finalizare, linia Giurgiu–Videle–Titu–Moroeni–Sinaia ar fi urmat să se constituie într-o alternativă și să decongestioneze calea ferată dintre București și Predeal, evitând nodul Ploiești, însă izbucnirea Primului Război Mondial a împiedicat realizarea acestui plan.

## Istoric

### Construcție și inaugurare
Tot sub conducerea Serviciului de studii și construcții căi ferate din cadrul Ministerului Lucrărilor Publice a continuat execuția liniei între Pucioasa și Pietroșița. Gara Pietroșița a fost finalizată în 1912 și a fost rodul colaborării dintre inginerul Elie Radu și arhitectul Petre Antonescu. În 1910, Antonescu fusese numit arhitect-șef al ministerului, iar în 1911 fusese cooptat în Consiliul Tehnic Superior al acestuia, poziție din care a susținut cu entuziasm promovarea stilului național în proiectarea gărilor. Antonescu a realizat „un proiect tip de dimensiuni medii, cu o expresie arhitecturală reținută”, pe care l-a aplicat în cinci stații de pe liniile la care a colaborat cu Elie Radu, inclusiv la gara Pietroșița.
Pe 23 ianuarie 1912, în gara Pucioasa a sosit un tren special, transportându-i pe ministrul Lucrărilor Publice, Barbu Ștefănescu Delavrancea, pe senatorii Nicolae G. Cantacuzino și Nicolae Cesianu, deputații Ioan I. Dalles și Ilie Anghelescu, pe prefectul județului Dâmbovița, Victor Baranga, consilieri județeni și alte oficialități, precum și numeroși funcționari din Direcția Generală C.F.R., precum Teodor Draga, subdirector general, Alexandru Mareș, director al Serviciului Mișcare, sau Nicolae Gallea, subdirector al Serviciului Întreținere. Printre aceștia din urmă s-a aflat și inginerul inspector general Elie Radu.
În prezența unui public numeros, la circa 1 km de gara Pucioasa, în zona podului spre Moțăieni, s-a oficiat o slujbă religioasă, iar ministrul Delavrancea a tăiat panglica oficială, deschizând astfel noua linie către Pietroșița. De acolo, oaspeții au plecat cu același tren special către Pietroșița, oprindu-se și în gările Fieni și Buciumeni de pe traseu. Trenul a intrat în gara Pietroșița „la orele 12 și câteva minute”, fiind așteptat „de o mulțime imensă, în frunte cu harnicul primar Grigorescu”. De la gară, oficialitățile s-au îndreptat pe jos spre școala localității, în mijlocului unui „cortegiu și mai impunător tot cu muzica în frunte”. La școală, personal al Casei Capșa a servit un banchet cu icre de Astrahan, supă de pasăre, mușchi la tavă, miel, curcan și purcel fript, stropit cu țuică, coniac și vinuri de Drăgășani și Dealu Mare. Mai mulți oficiali au ținut toasturi, închinând paharul pentru realizarea liniei și pentru cei de față. Printre vorbitori s-au aflat prefectul Baranga, Elie Radu și ministrul Delavrancea.
După încheierea banchetului „s-a încins o horă strașnică”, apoi oaspeții și-au luat rămas bun, iar la ora 16:20 (ora 16:00 sau 16:30, după alte surse) trenul special a pornit din gara Pietroșița înapoi spre București. Presa vremii a notat că „D. Ministru a fost condus în uralele sătenilor pînă la suirea în vagonul ministerial”.
Traficul regulat pe tronsonul de cale ferată Pucioasa–Pietroșița a fost deschis oficial pe 1 februarie 1912.

### Exploatare

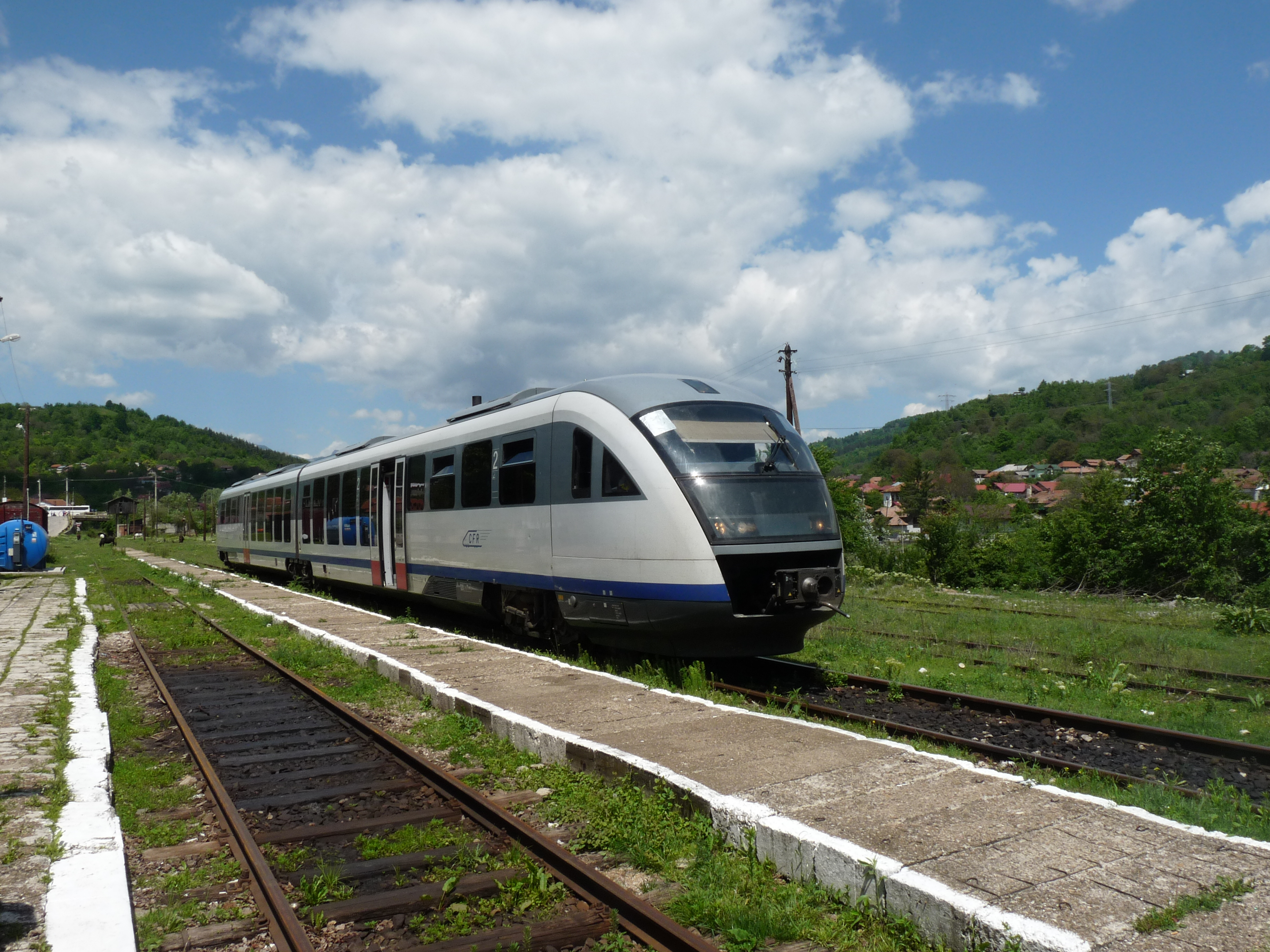
Siemens Desiro SR20D al CFR Călători în gara Pietroșița.

Un alt eveniment semnificativ s-a petrecut pe 18 iulie 1930, când Regele Carol al II-lea s-a deplasat către Dobrești pentru a asista la inaugurarea uzinei hidroelectrice construite acolo. Trenul regal a sosit la ora 02:00 noaptea în gara Pietroșița, unde regele a rămas până dimineață. La ora 10:30, din tren au coborât regele și Principele Nicolae, fiind așteptați pe peron de prim-ministrul Iuliu Maniu, de prefectul Săndulescu și de alți oficiali. De la gară, oaspeții au plecat cu mașinile către Dobrești.
În august 1939, presa vremii a menționat că, în urma unei înțelegeri între Straja Țării și organizații similare din alte țări, un detașament de cercetași ai Căilor Ferate Franceze a sosit în gara Pietroșița, „frumos pavoazată cu stindardele celor două țări amice”, iar Direcțiunea Generală C.F.R. a trimis în Franța o unitate de străjeri elevi-meseriași ai C.F.R.
În 1939, prin gara Pietroșița treceau următoarele perechi de trenuri:
| PIETROȘIȚA – TÂRGOVIȘTE – TITU – TÂRGOVIȘTE – PIETROȘIȚA | PIETROȘIȚA – TÂRGOVIȘTE – TITU – TÂRGOVIȘTE – PIETROȘIȚA | PIETROȘIȚA – TÂRGOVIȘTE – TITU – TÂRGOVIȘTE – PIETROȘIȚA | PIETROȘIȚA – TÂRGOVIȘTE – TITU – TÂRGOVIȘTE – PIETROȘIȚA | PIETROȘIȚA – TÂRGOVIȘTE – TITU – TÂRGOVIȘTE – PIETROȘIȚA | PIETROȘIȚA – TÂRGOVIȘTE – TITU – TÂRGOVIȘTE – PIETROȘIȚA | PIETROȘIȚA – TÂRGOVIȘTE – TITU – TÂRGOVIȘTE – PIETROȘIȚA | PIETROȘIȚA – TÂRGOVIȘTE – TITU – TÂRGOVIȘTE – PIETROȘIȚA | PIETROȘIȚA – TÂRGOVIȘTE – TITU – TÂRGOVIȘTE – PIETROȘIȚA | PIETROȘIȚA – TÂRGOVIȘTE – TITU – TÂRGOVIȘTE – PIETROȘIȚA | PIETROȘIȚA – TÂRGOVIȘTE – TITU – TÂRGOVIȘTE – PIETROȘIȚA | PIETROȘIȚA – TÂRGOVIȘTE – TITU – TÂRGOVIȘTE – PIETROȘIȚA | PIETROȘIȚA – TÂRGOVIȘTE – TITU – TÂRGOVIȘTE – PIETROȘIȚA | PIETROȘIȚA – TÂRGOVIȘTE – TITU – TÂRGOVIȘTE – PIETROȘIȚA | PIETROȘIȚA – TÂRGOVIȘTE – TITU – TÂRGOVIȘTE – PIETROȘIȚA | PIETROȘIȚA – TÂRGOVIȘTE – TITU – TÂRGOVIȘTE – PIETROȘIȚA | PIETROȘIȚA – TÂRGOVIȘTE – TITU – TÂRGOVIȘTE – PIETROȘIȚA | PIETROȘIȚA – TÂRGOVIȘTE – TITU – TÂRGOVIȘTE – PIETROȘIȚA | PIETROȘIȚA – TÂRGOVIȘTE – TITU – TÂRGOVIȘTE – PIETROȘIȚA | PIETROȘIȚA – TÂRGOVIȘTE – TITU – TÂRGOVIȘTE – PIETROȘIȚA | PIETROȘIȚA – TÂRGOVIȘTE – TITU – TÂRGOVIȘTE – PIETROȘIȚA | PIETROȘIȚA – TÂRGOVIȘTE – TITU – TÂRGOVIȘTE – PIETROȘIȚA | PIETROȘIȚA – TÂRGOVIȘTE – TITU – TÂRGOVIȘTE – PIETROȘIȚA | PIETROȘIȚA – TÂRGOVIȘTE – TITU – TÂRGOVIȘTE – PIETROȘIȚA | PIETROȘIȚA – TÂRGOVIȘTE – TITU – TÂRGOVIȘTE – PIETROȘIȚA | PIETROȘIȚA – TÂRGOVIȘTE – TITU – TÂRGOVIȘTE – PIETROȘIȚA | PIETROȘIȚA – TÂRGOVIȘTE – TITU – TÂRGOVIȘTE – PIETROȘIȚA |
| Linia 2                                                  | Linia 2                                                  | Linia 2                                                  | Linia 2                                                  | Linia 2                                                  | Linia 2                                                  | Linia 2                                                  | Linia 2                                                  | Linia 2                                                  | Linia 2                                                  | Linia 2                                                  | Linia 2                                                  | Linia 2                                                  | Linia 2                                                  | Linia 2                                                  | Linia 2                                                  | Linia 2                                                  | Linia 2                                                  | Linia 2                                                  | Linia 2                                                  | Linia 2                                                  | Linia 2                                                  | Linia 2                                                  | Linia 2                                                  | Linia 2                                                  | Linia 2                                                  | Linia 2                                                  |
| Orar Pietroșița–Titu                                     | Orar Pietroșița–Titu                                     | Orar Pietroșița–Titu                                     | Orar Pietroșița–Titu                                     | Orar Pietroșița–Titu                                     | Orar Pietroșița–Titu                                     | Orar Pietroșița–Titu                                     | Orar Pietroșița–Titu                                     | Orar Pietroșița–Titu                                     | Orar Pietroșița–Titu                                     | Orar Pietroșița–Titu                                     | Orar Pietroșița–Titu                                     | Orar Pietroșița–Titu                                     | Gări                                                     | Orar Titu–Pietroșița                                     | Orar Titu–Pietroșița                                     | Orar Titu–Pietroșița                                     | Orar Titu–Pietroșița                                     | Orar Titu–Pietroșița                                     | Orar Titu–Pietroșița                                     | Orar Titu–Pietroșița                                     | Orar Titu–Pietroșița                                     | Orar Titu–Pietroșița                                     | Orar Titu–Pietroșița                                     | Orar Titu–Pietroșița                                     | Orar Titu–Pietroșița                                     | Orar Titu–Pietroșița                                     |
| -------------------------------------------------------- | -------------------------------------------------------- | -------------------------------------------------------- | -------------------------------------------------------- | -------------------------------------------------------- | -------------------------------------------------------- | -------------------------------------------------------- | -------------------------------------------------------- | -------------------------------------------------------- | -------------------------------------------------------- | -------------------------------------------------------- | -------------------------------------------------------- | -------------------------------------------------------- | -------------------------------------------------------- | -------------------------------------------------------- | -------------------------------------------------------- | -------------------------------------------------------- | -------------------------------------------------------- | -------------------------------------------------------- | -------------------------------------------------------- | -------------------------------------------------------- | -------------------------------------------------------- | -------------------------------------------------------- | -------------------------------------------------------- | -------------------------------------------------------- | -------------------------------------------------------- | -------------------------------------------------------- |
| ↓                                                        | 05:40                                                    | 0–0                                                      | 08:42                                                    | 0–0                                                      | 12:00                                                    | 0–0                                                      | 12:55                                                    | 0–0                                                      | 16:40                                                    | 0–0                                                      | 18:40                                                    | ↓                                                        | 0Pietroșița0                                             | ↑                                                        | 08:30                                                    | 0–0                                                      | 10:30                                                    | 0–0                                                      | 11:20                                                    | 0–0                                                      | 16:12                                                    | 0–0                                                      | 18:15                                                    | 0–0                                                      | 22:10                                                    | ↑                                                        |
| ↓                                                        | 06:48                                                    | 0–0                                                      | 09:43                                                    | 0–0                                                      | 13:00                                                    | 0–0                                                      | 14:00                                                    | 0–0                                                      | 17:42                                                    | 0–0                                                      | 19:49                                                    | ↓                                                        | 0Târgoviște0                                             | ↑                                                        | 07:19                                                    | 0–0                                                      | 09:05                                                    | 0–0                                                      | 10:10                                                    | 0–0                                                      | 15:01                                                    | 0–0                                                      | 16:50                                                    | 0–0                                                      | 20:52                                                    | ↑                                                        |
| ↓                                                        | 06:52                                                    | 0–0                                                      | 09:45                                                    | 0–0                                                      | 13:03                                                    | 0–0                                                      | 14:04                                                    | 0–0                                                      | 17:46                                                    | 0–0                                                      | 19:53                                                    | ↓                                                        | 0Târgoviște0                                             | ↑                                                        | 07:16                                                    | 0–0                                                      | 09:02                                                    | 0–0                                                      | 10:08                                                    | 0–0                                                      | 14:50                                                    | 0–0                                                      | 16:45                                                    | 0–0                                                      | 20:47                                                    | ↑                                                        |
| ↓                                                        | 07:48                                                    | 0–0                                                      | 10:35                                                    | 0–0                                                      | 13:53                                                    | 0–0                                                      | 14:57                                                    | 0–0                                                      | 18:34                                                    | 0–0                                                      | 20:48                                                    | ↓                                                        | 0Titu0                                                   | ↑                                                        | 06:23                                                    | 0–0                                                      | 08:12                                                    | 0–0                                                      | 09:13                                                    | 0–0                                                      | 14:08                                                    | 0–0                                                      | 15:50                                                    | 0–0                                                      | 19:52                                                    | ↑                                                        |

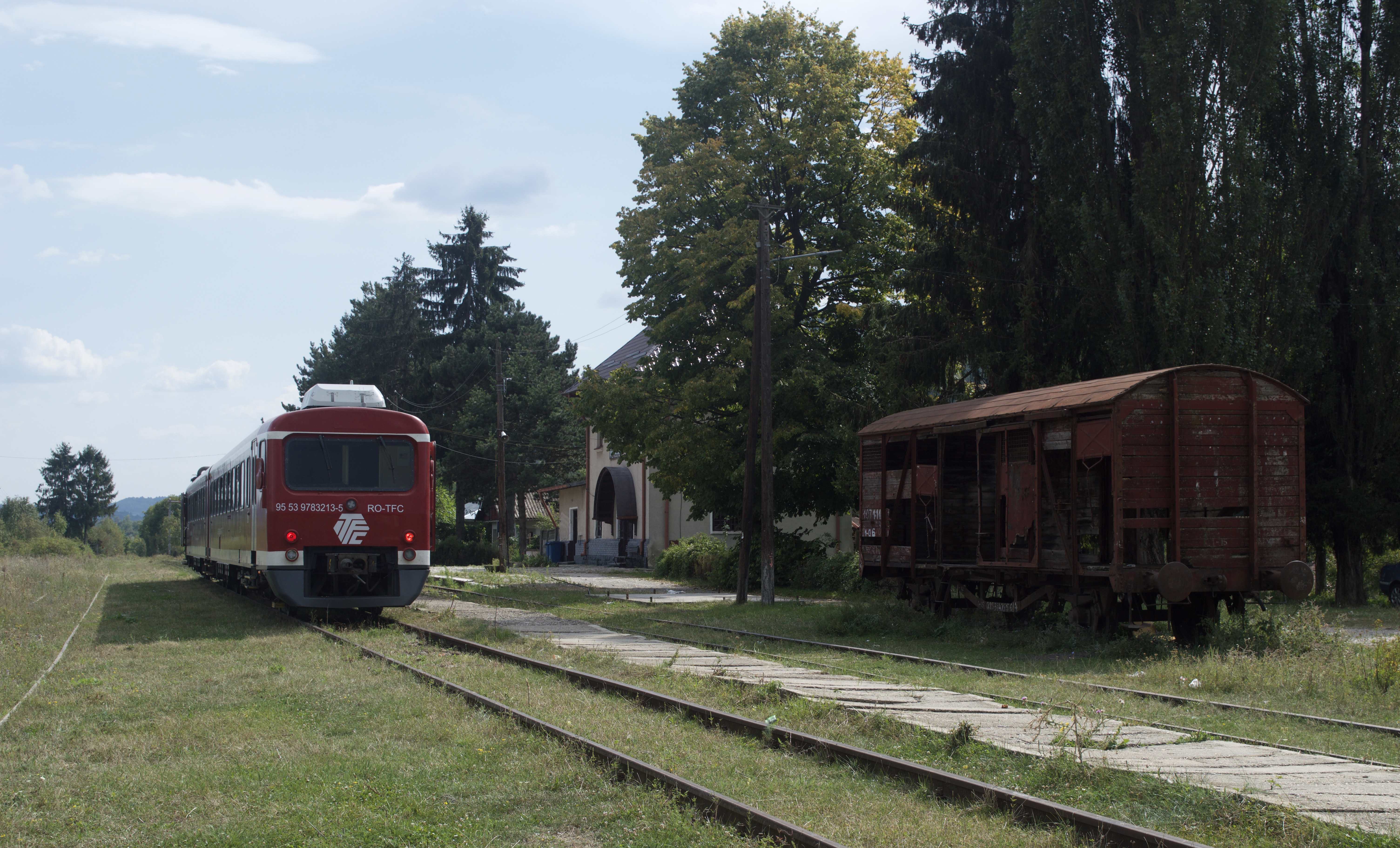
Automotor tip DH 2 al Transferoviar Călători în gara Pietroșița.

Uzina hidroelectrică Dobrești, terminată în anul 1930, a constituit prima treaptă de amenajare a bazinului superior al râului Ialomița. A doua treaptă a reprezentat-o realizarea și punerea în funcțiune, în anul 1954, a uzinei hidroelectrice Moroeni, pe baza unor planuri începute de întreprinderea Regională de Electricitate București (IREB) și continuate de Institutul de Studii și Proiectări Energetice (ISPE). Echipamentul electromecanic al uzinei Moroeni, având în componență piese grele (rotoarele generatoarelor și transformatoarele), a fost transportat pe calea ferată și descărcat în gara Pietroșița, de unde a fost transportat cu mare greutate la șantierele Gîlma și Dobrești.
În 1960, gara Pietroșița era conectată cu Titu prin cinci perechi de trenuri:
| PIETROȘIȚA – TÂRGOVIȘTE – TITU – TÂRGOVIȘTE – PIETROȘIȚA | PIETROȘIȚA – TÂRGOVIȘTE – TITU – TÂRGOVIȘTE – PIETROȘIȚA | PIETROȘIȚA – TÂRGOVIȘTE – TITU – TÂRGOVIȘTE – PIETROȘIȚA | PIETROȘIȚA – TÂRGOVIȘTE – TITU – TÂRGOVIȘTE – PIETROȘIȚA | PIETROȘIȚA – TÂRGOVIȘTE – TITU – TÂRGOVIȘTE – PIETROȘIȚA | PIETROȘIȚA – TÂRGOVIȘTE – TITU – TÂRGOVIȘTE – PIETROȘIȚA | PIETROȘIȚA – TÂRGOVIȘTE – TITU – TÂRGOVIȘTE – PIETROȘIȚA | PIETROȘIȚA – TÂRGOVIȘTE – TITU – TÂRGOVIȘTE – PIETROȘIȚA | PIETROȘIȚA – TÂRGOVIȘTE – TITU – TÂRGOVIȘTE – PIETROȘIȚA | PIETROȘIȚA – TÂRGOVIȘTE – TITU – TÂRGOVIȘTE – PIETROȘIȚA | PIETROȘIȚA – TÂRGOVIȘTE – TITU – TÂRGOVIȘTE – PIETROȘIȚA | PIETROȘIȚA – TÂRGOVIȘTE – TITU – TÂRGOVIȘTE – PIETROȘIȚA | PIETROȘIȚA – TÂRGOVIȘTE – TITU – TÂRGOVIȘTE – PIETROȘIȚA | PIETROȘIȚA – TÂRGOVIȘTE – TITU – TÂRGOVIȘTE – PIETROȘIȚA | PIETROȘIȚA – TÂRGOVIȘTE – TITU – TÂRGOVIȘTE – PIETROȘIȚA | PIETROȘIȚA – TÂRGOVIȘTE – TITU – TÂRGOVIȘTE – PIETROȘIȚA | PIETROȘIȚA – TÂRGOVIȘTE – TITU – TÂRGOVIȘTE – PIETROȘIȚA | PIETROȘIȚA – TÂRGOVIȘTE – TITU – TÂRGOVIȘTE – PIETROȘIȚA | PIETROȘIȚA – TÂRGOVIȘTE – TITU – TÂRGOVIȘTE – PIETROȘIȚA | PIETROȘIȚA – TÂRGOVIȘTE – TITU – TÂRGOVIȘTE – PIETROȘIȚA | PIETROȘIȚA – TÂRGOVIȘTE – TITU – TÂRGOVIȘTE – PIETROȘIȚA | PIETROȘIȚA – TÂRGOVIȘTE – TITU – TÂRGOVIȘTE – PIETROȘIȚA | PIETROȘIȚA – TÂRGOVIȘTE – TITU – TÂRGOVIȘTE – PIETROȘIȚA |
| Linia 28                                                 | Linia 28                                                 | Linia 28                                                 | Linia 28                                                 | Linia 28                                                 | Linia 28                                                 | Linia 28                                                 | Linia 28                                                 | Linia 28                                                 | Linia 28                                                 | Linia 28                                                 | Linia 28                                                 | Linia 28                                                 | Linia 28                                                 | Linia 28                                                 | Linia 28                                                 | Linia 28                                                 | Linia 28                                                 | Linia 28                                                 | Linia 28                                                 | Linia 28                                                 | Linia 28                                                 | Linia 28                                                 |
| Orar Pietroșița–Titu                                     | Orar Pietroșița–Titu                                     | Orar Pietroșița–Titu                                     | Orar Pietroșița–Titu                                     | Orar Pietroșița–Titu                                     | Orar Pietroșița–Titu                                     | Orar Pietroșița–Titu                                     | Orar Pietroșița–Titu                                     | Orar Pietroșița–Titu                                     | Orar Pietroșița–Titu                                     | Orar Pietroșița–Titu                                     | Gări                                                     | Orar Titu–Pietroșița                                     | Orar Titu–Pietroșița                                     | Orar Titu–Pietroșița                                     | Orar Titu–Pietroșița                                     | Orar Titu–Pietroșița                                     | Orar Titu–Pietroșița                                     | Orar Titu–Pietroșița                                     | Orar Titu–Pietroșița                                     | Orar Titu–Pietroșița                                     | Orar Titu–Pietroșița                                     | Orar Titu–Pietroșița                                     |
| -------------------------------------------------------- | -------------------------------------------------------- | -------------------------------------------------------- | -------------------------------------------------------- | -------------------------------------------------------- | -------------------------------------------------------- | -------------------------------------------------------- | -------------------------------------------------------- | -------------------------------------------------------- | -------------------------------------------------------- | -------------------------------------------------------- | -------------------------------------------------------- | -------------------------------------------------------- | -------------------------------------------------------- | -------------------------------------------------------- | -------------------------------------------------------- | -------------------------------------------------------- | -------------------------------------------------------- | -------------------------------------------------------- | -------------------------------------------------------- | -------------------------------------------------------- | -------------------------------------------------------- | -------------------------------------------------------- |
| ↓                                                        | 04:20                                                    | 0–0                                                      | 08:08                                                    | 0–0                                                      | 14:40                                                    | 0–0                                                      | 16:52                                                    | 0–0                                                      | 20:37                                                    | ↓                                                        | 0Pietroșița0                                             | ↑                                                        | 07:28                                                    | 0–0                                                      | 11:09                                                    | 0–0                                                      | 15:58                                                    | 0–0                                                      | 19:55                                                    | 0–0                                                      | 01:35                                                    | ↑                                                        |
| ↓                                                        | 05:35                                                    | 0–0                                                      | 09:22                                                    | 0–0                                                      | 16:00                                                    | 0–0                                                      | 18:10                                                    | 0–0                                                      | 21:47                                                    | ↓                                                        | 0Târgoviște0                                             | ↑                                                        | 05:46                                                    | 0–0                                                      | 09:25                                                    | 0–0                                                      | 14:16                                                    | 0–0                                                      | 18:13                                                    | 0–0                                                      | 23:56                                                    | ↑                                                        |
| ↓                                                        | 05:44                                                    | 0–0                                                      | 09:27                                                    | 0–0                                                      | 16:08                                                    | 0–0                                                      | 18:19                                                    | 0–0                                                      | 21:49                                                    | ↓                                                        | 0Târgoviște0                                             | ↑                                                        | 05:41                                                    | 0–0                                                      | 09:07                                                    | 0–0                                                      | 14:11                                                    | 0–0                                                      | 18:07                                                    | 0–0                                                      | 23:51                                                    | ↑                                                        |
| ↓                                                        | 06:33                                                    | 0–0                                                      | 10:14                                                    | 0–0                                                      | 16:55                                                    | 0–0                                                      | 19:09                                                    | 0–0                                                      | 22:36                                                    | ↓                                                        | 0Titu0                                                   | ↑                                                        | 04:50                                                    | 0–0                                                      | 08:07                                                    | 0–0                                                      | 13:20                                                    | 0–0                                                      | 17:08                                                    | 0–0                                                      | 23:00                                                    | ↑                                                        |

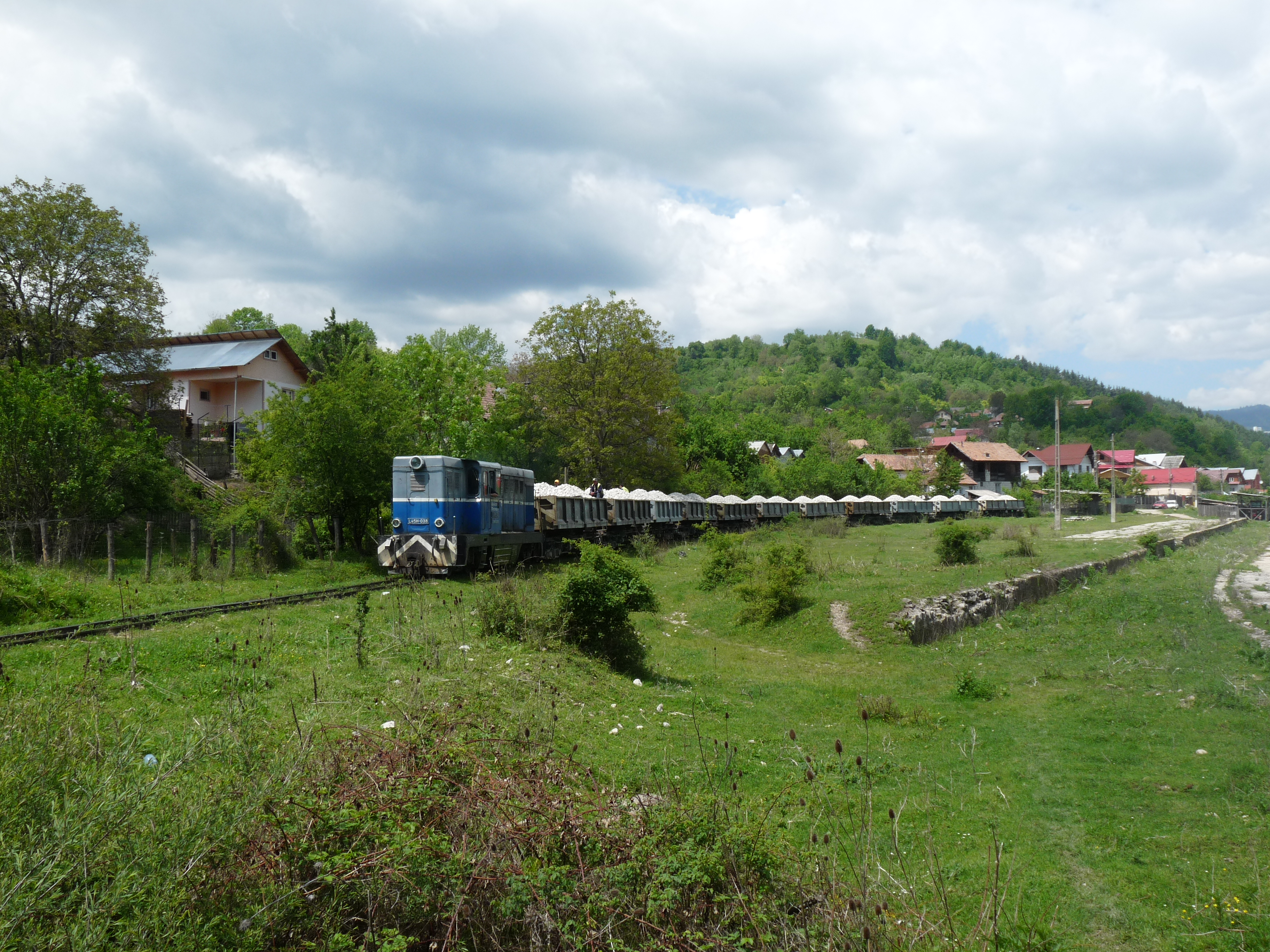
Tren cu agregate de carieră în gara Pietroșița, pe calea ferată cu ecartament îngust Fieni–Pietroșita–Moroeni.

În 1974, un articol publicat în numărul din 23 februarie al ziarului Munca critica lipsa de educație a navetiștilor de pe linia spre Pietroșița. Conform șefului de tren intervievat de ziar, „vagoanele sînt curate la plecarea din București. La sosirea in Tîrgoviște sau în stația finală, nu le mai recunoști: mucuri de țigări pe jos, hîrtii aruncate, urme de picioare pe banchete, canapele rupte și totul înecat în fum și miros de băutură”. Același șef de tren se plângea și de faptul că „aceleași vagoane sînt folosite pentru garniturile de întoarcere și în punctul tehnic de la Pietroșița nu există personal suficient pentru întreținere și nici instalațiile corespunzătoare”. Ziarul aproxima că numărul navetiștilor care foloseau zilnic linia Titu–Pietroșița se cifra la aproximativ 6000 pe schimb.
În 2005, odată cu declinul industrial, în gara Pietroșița mai ajungeau doar trei perechi de trenuri:
| PIETROȘIȚA – TÂRGOVIȘTE – TITU – TÂRGOVIȘTE – PIETROȘIȚA | PIETROȘIȚA – TÂRGOVIȘTE – TITU – TÂRGOVIȘTE – PIETROȘIȚA | PIETROȘIȚA – TÂRGOVIȘTE – TITU – TÂRGOVIȘTE – PIETROȘIȚA | PIETROȘIȚA – TÂRGOVIȘTE – TITU – TÂRGOVIȘTE – PIETROȘIȚA | PIETROȘIȚA – TÂRGOVIȘTE – TITU – TÂRGOVIȘTE – PIETROȘIȚA | PIETROȘIȚA – TÂRGOVIȘTE – TITU – TÂRGOVIȘTE – PIETROȘIȚA | PIETROȘIȚA – TÂRGOVIȘTE – TITU – TÂRGOVIȘTE – PIETROȘIȚA | PIETROȘIȚA – TÂRGOVIȘTE – TITU – TÂRGOVIȘTE – PIETROȘIȚA | PIETROȘIȚA – TÂRGOVIȘTE – TITU – TÂRGOVIȘTE – PIETROȘIȚA | PIETROȘIȚA – TÂRGOVIȘTE – TITU – TÂRGOVIȘTE – PIETROȘIȚA | PIETROȘIȚA – TÂRGOVIȘTE – TITU – TÂRGOVIȘTE – PIETROȘIȚA | PIETROȘIȚA – TÂRGOVIȘTE – TITU – TÂRGOVIȘTE – PIETROȘIȚA | PIETROȘIȚA – TÂRGOVIȘTE – TITU – TÂRGOVIȘTE – PIETROȘIȚA | PIETROȘIȚA – TÂRGOVIȘTE – TITU – TÂRGOVIȘTE – PIETROȘIȚA | PIETROȘIȚA – TÂRGOVIȘTE – TITU – TÂRGOVIȘTE – PIETROȘIȚA |
| Linia 904                                                | Linia 904                                                | Linia 904                                                | Linia 904                                                | Linia 904                                                | Linia 904                                                | Linia 904                                                | Linia 904                                                | Linia 904                                                | Linia 904                                                | Linia 904                                                | Linia 904                                                | Linia 904                                                | Linia 904                                                | Linia 904                                                |
| Orar Pietroșița–Titu                                     | Orar Pietroșița–Titu                                     | Orar Pietroșița–Titu                                     | Orar Pietroșița–Titu                                     | Orar Pietroșița–Titu                                     | Orar Pietroșița–Titu                                     | Orar Pietroșița–Titu                                     | Gări                                                     | Orar Titu–Pietroșița                                     | Orar Titu–Pietroșița                                     | Orar Titu–Pietroșița                                     | Orar Titu–Pietroșița                                     | Orar Titu–Pietroșița                                     | Orar Titu–Pietroșița                                     | Orar Titu–Pietroșița                                     |
| -------------------------------------------------------- | -------------------------------------------------------- | -------------------------------------------------------- | -------------------------------------------------------- | -------------------------------------------------------- | -------------------------------------------------------- | -------------------------------------------------------- | -------------------------------------------------------- | -------------------------------------------------------- | -------------------------------------------------------- | -------------------------------------------------------- | -------------------------------------------------------- | -------------------------------------------------------- | -------------------------------------------------------- | -------------------------------------------------------- |
| ↓                                                        | 08:15                                                    | 0–0                                                      | 13:22                                                    | 0–0                                                      | 18:25                                                    | ↓                                                        | 0Pietroșița0                                             | ↑                                                        | 07:11                                                    | 0–0                                                      | 09:10                                                    | 0–0                                                      | 17:38                                                    | ↑                                                        |
| ↓                                                        | 09:22                                                    | 0–0                                                      | 14:30                                                    | 0–0                                                      | 19:36                                                    | ↓                                                        | 0Târgoviște0                                             | ↑                                                        | 05:59                                                    | 0–0                                                      | 07:44                                                    | 0–0                                                      | 16:48                                                    | ↑                                                        |
| ↓                                                        | 09:52                                                    | 0–0                                                      | 14:33                                                    | 0–0                                                      | 19:38                                                    | ↓                                                        | 0Târgoviște0                                             | ↑                                                        | 05:57                                                    | 0–0                                                      | 07:42                                                    | 0–0                                                      | 16:25                                                    | ↑                                                        |
| ↓                                                        | 10:37                                                    | 0–0                                                      | 15:19                                                    | 0–0                                                      | 20:26                                                    | ↓                                                        | 0Titu0                                                   | ↑                                                        | 05:10                                                    | 0–0                                                      | 06:56                                                    | 0–0                                                      | 15:37                                                    | ↑                                                        |

În iulie 2012, în deschiderea sărbătorilor intitulate „Zilele Pietroșiței”, sute de locuitori au așteptat în gară un tren aniversar, care a sosit la ora 10:21. Cu această ocazie, istoricul-inginer Radu Bellu de la Divizia Patrimoniu a CFR și-a lansat broșura „Stația CFR Pietroșița”, dedicată împlinirii a 100 de ani de existență a gării Pietroșița.
Pe 15 mai 2013, în ciuda protestelor sindicatelor de profil, Căile Ferate Române au suspendat circulația trenurilor între Târgoviște și Pietroșița și i-au concediat pe cei circa 300 de angajați ai companiei care lucrau pe acest sector de cale ferată. Motivul invocat a fost lipsa de rentabilitate a secției.
Circulația a fost reluată pe 12 octombrie 2015, după ce mai multe linii neinteroperabile au fost externalizate. Compania privată Transferoviar Călători SRL a anunțat că va opera linia Târgoviște–Pietroșița cu opt perechi de trenuri.
Circulația a fost închisă din nou în 2017, reluată apoi pentru scurtă vreme, și închisă din nou pe 15 decembrie 2019. Transferoviar Călători a motivat închiderea prin concurența neloială exercitată de CFR Călători, care nu ar fi avut dreptul să exploateze o linie neinteroperabilă atribuită prin licitație companiei private. Pe 13 decembrie 2020, Transferoviar Călători a reluat circulația trenurilor de persoane pe traseul București-Târgoviște-Pietroșița. Călin Mitică, acționar al Transferoviar Călători, a anunțat că „pe această rută” vor fi introduse „doar garnituri noi, moderne”.
Prin gara Pietroșița trece și o cale ferată cu ecartament îngust pe care circulă trenuri de marfă între cariera Lespezi de la Moroeni și fabrica de ciment a HeidelbergCement de la Fieni.